# NA-1700
La  NA-1700  es una carretera local perteneciente a la Red de Carreteras de Navarra que se inicia en PK 14,76 de NA-1300 (Glorieta) y termina en PK 3,09 de NA-170 (Glorieta). Tiene una longitud de 11,73 kilómetros. Era un tramo de la NA-170, que ahora ya no acaba en Lecumberri, sino en Areso.

## Recorrido
| Denominación | Kilómetro | Salida            | Carretera            | Dirección                                            |
| ------------ | --------- | ----------------- | -------------------- | ---------------------------------------------------- |
| NA-1700      | 0         |                   | NA-1300 NA-7562 A-15 | Betelu Tolosa Lecumberri Pamplona                    |
| NA-1700      | 4         | Travesía de Huici | Travesía de Huici    | Travesía de Huici                                    |
| NA-1700      | 4         |                   | NA-4011 A-15         | Gorriti San Sebastián                                |
| NA-1700      | 9         |                   |                      | Erasote                                              |
| NA-1700      | 11        | Travesía de Leiza | Travesía de Leiza    | Travesía de Leiza                                    |
| NA-1700      | 11        |                   | NA-170               | Doneztebe/Santesteban Berástegui Areso San Sebastián |